# Silene longicornuta
Silene longicornuta là loài thực vật có hoa thuộc họ Cẩm chướng. Loài này được C.Y. Wu & C.L. Tang miêu tả khoa học đầu tiên năm 1982.